# Ignaz Derndorfer
Ignaz Derndorfer (* 19. Jänner 1869 in Kematen an der Krems; † 22. Dezember 1932 in Linz) war ein österreichischer Baumeister und Maurermeister.

## Leben und Wirken
Ignaz Derndorfer erlangte 1905 die Gewerbeberechtigung als Bau- und Maurermeister. Nach seinen Plänen entstanden in den 1910er Jahren einige herausragende spätsezessionistische Bauten vor allem in der damaligen Stadt Urfahr in ähnlichem Stil wie Mauriz Balzareks Bauten. Einige davon stehen unter Denkmalschutz. Beispiele sind die ehemaligen Ringbrotwerke in der Gerstnerstraße und zahlreiche Wohn- und Zinshäuser sowie das alte Gemeindeamtsgebäude (später Postamt) in der Anton-Bruckner-Straße in Ansfelden.
Er war Obmann der Zentralvereinigung der Bauführer Österreichs.
Derndorfers Baufirma wurde nach dessen Tod von seiner Witwe fortgeführt, als Geschäftsführer setzte sie den langjährigen Mitarbeiter Baumeister Franz Keck ein, der später die Firma übernahm.

## Bauten

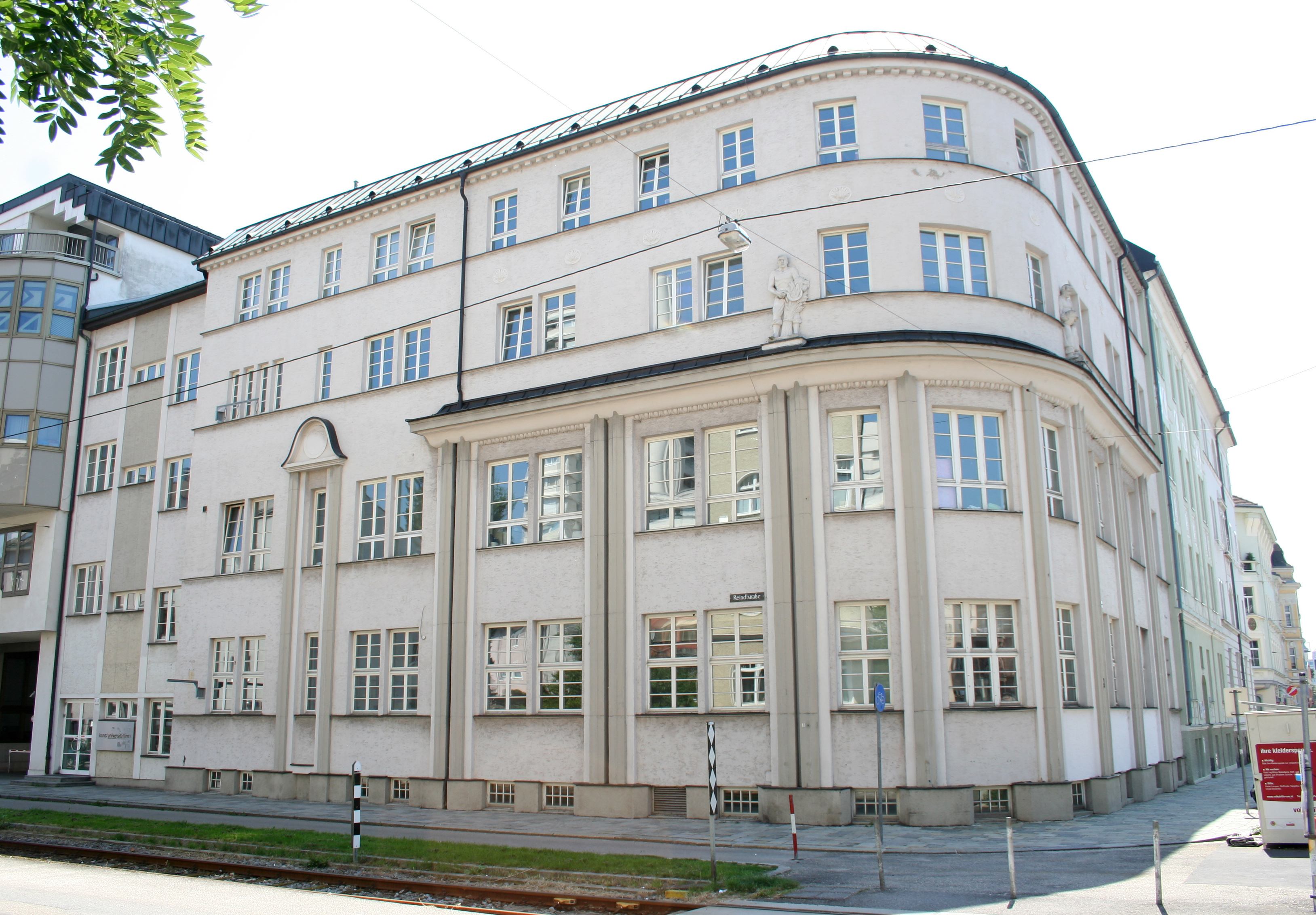
Ringbrotwerke Urfahr

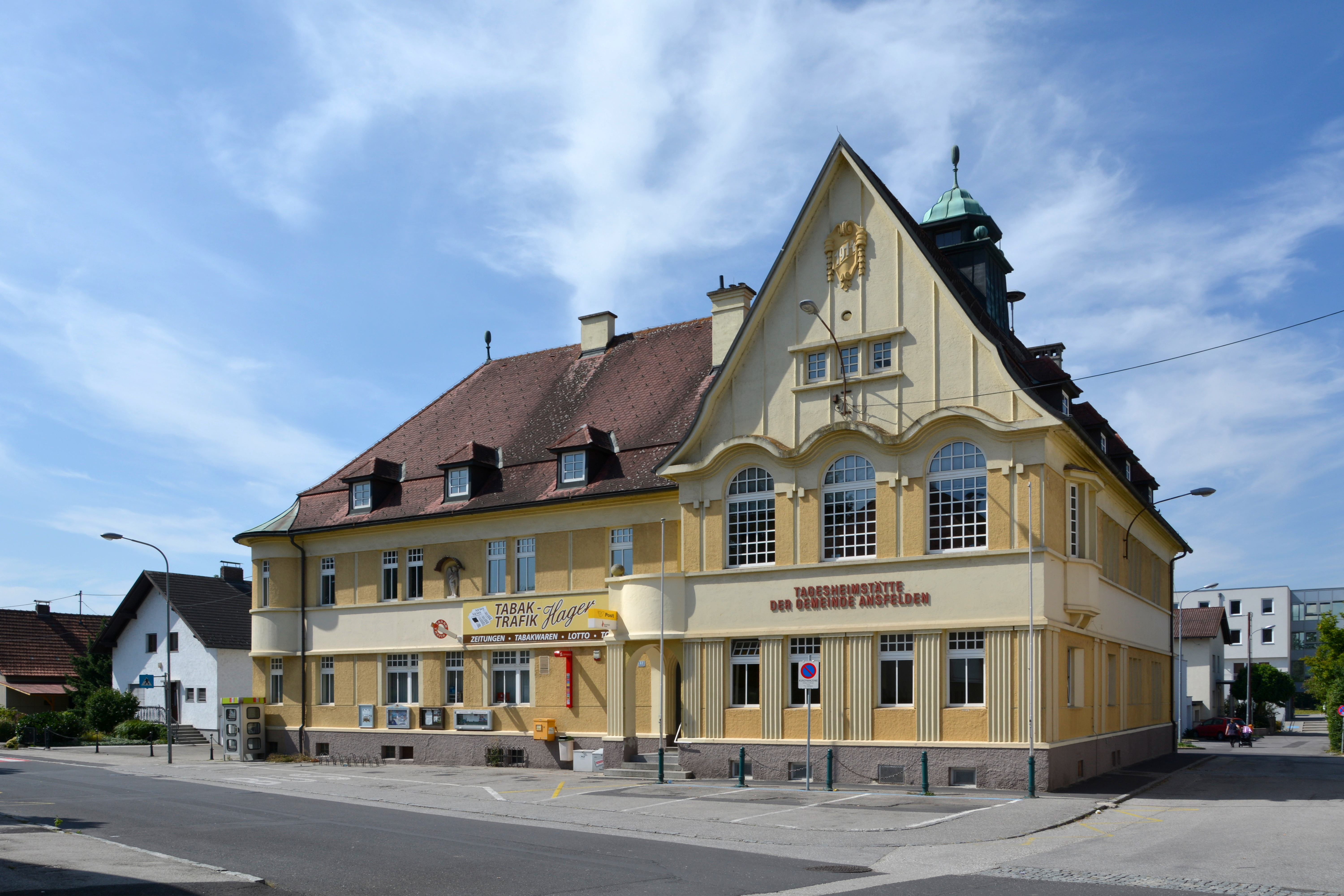
Altes Gemeindeamt Ansfelden

- 1908 Wohn- und Gasthaus Habsburgerhof, Reindlstraße 6, Linz
- 1911 Villa Tischler, Knabenseminarstraße 11, Linz
- 1912 Eckzinshaus der Wohnungsgenossenschaft Baureform, Sonnensteinstraße 7, Linz
- 1912 Wohnhaus Höchsmannstraße 4, Linz
- 1913 Wohn- und Geschäftshaus, Hauptstraße 37, Linz
- 1914 Wohnhaus Kaarstraße 9, Linz
- 1915 Gemeindeamt Ansfelden, Anton-Bruckner-Straße 12
- 1916–1917 Ringbrotwerke Urfahr, jetzt Außenstelle der Kunstuni Linz, Gerstnerstraße 14
- 1921 Zinshaus Ferihumerstraße 2
- 1932 Kino Kreuzstraße 12, Linz